# Özdemiroğlu Osman Paixà
Özdemiroğlu Osman Paşa fou gran visir otomà (28 de juliol de 1584 - 29 d'octubre de 1585), notable general mameluc d'origen circassià però nascut a Egipte fill d'un mameluc de nom Özdemir Pasha que fou beglerbegi del Iemen i conqueridor de la província d'Habeix.
Ja de jove va exercir altes funcions i a la mort del seu pare el va succeir com a beglerbegi d'Habeix a mitjan 1561. Va governar sis anys i operava principalment a la regió al sud de Massawa contra els portuguesos. També va combatre els funj que el 1564 van atacar Suakin, centre administratiu de la província. El 1567 va retornar al Caire i fou nomenat governador de Sanà (un dels dos beglerbegis del Iemen) quan els zaydites eren revoltats. Va demorar la seva sortida cap al Iemen i es va implicar en una lluita de poder entre el sardar Lala Kara Mustafa Pasha i el governador d'Egipte Koca Sinan Pasha, afavorint al primer. Finalment se'n va anar al Iemen des de la ciutat de Suez a mitjan 1568 on ara havia de ser beglerbegi únic després d'haver-se unificat les dues províncies. Va ajudar a la guarnició assetjada de Zabid (finals del 1568) i va reconquerir Taizz, però va quedar assetjar pels rebels zaydites fins que l'ara sardar Koca Sinan Pasha el va ajudar, enemic personal seu; finalment Sinan el va fer destituir com a beglerbegi del Iemen.
Després van venir uns anys d'obscuritat enfrontat al gran visir Sokollu Mehmet Paşa (1565-1579) que era un dels fidels de Sinan Pasha, fins que el sardar Lala Kara Mustafa Pasha, que havia esdevingut popular després de conquerir Xipre, el va recomanar al sultà com a governador d'al-Hassà i després a Bàssora des d'on va preparar la conquesta del Regne d'Ormuz. Després fou nomenar beglerbegi del Diyarbakir (1572/1573) on va restar quatre anys. Lala Kara Mustafa Pasha el va cridar el 1578 per participar en la guerra contra els safàvides i va rebre un comandament el 29 de març de 1578. L'estiu següent va avançar des d'Erzurum i el 9 d'agost de 1578 va guanyar la batalla de Çildir, i un mes després va guanyar una segona batalla decisiva prop d'Alazan. Els otomans van ocupar Geòrgia i Xirvan incloent Shamaki i Derbent. L'exèrcit otomà es va retirar llavors a Erzurum i Osman va rebre el rang de visir i el càrrec de governador general del Xirvan i Daguestan, on va quedar amb poques forces.
Al caure de l'hiver, els safàvides van atacar Osman, i tot i que va rebre reforços dels tàtars de Crimea va haver d'evacuar Shamaki cap a Derbent on es va mantenir fins a l'octubre de 1579 quan, amb reforços manats per Mehmed II Giray, va poder recuperar Shamaki i tot el Shirvan. Mehmed II es va retirar i va deixar un petit contingent manat pel seu germà Ghazi Giray. Osman no va trigar a haver de retirar-se altre cop a Derbent que fou la seva base fins al 1583. En situació desesperada el 1583, va rebre un exèrcit de reforç i la primavera del 1583 va obtenir una notable victòria entre el Samur i Shamiran, anomenada batalla de les torxes com que es va lliurar de nit amb torxes l'11 de maig de 1583. Això li va permetre retornar a Shirvan. L'octubre de 1583 va abandonar el Caucas, va marxar a Kaffa, possessió otomana al Kanat de Crimea, amb ordre d'executar Mehmed II Giray per no haver mantingut les seves forces al Caucas el 1579. El kan vivia a Eski Krim, i va convidar Osman a anar a aquesta ciutat; quan no ho va fer, va anar a Kaffa i la va assetjar però el khalgay Alp Arslan va refusar seguir aquesta política. Després de quaranta dies de setge va arribar de Constantinoble Kilij Ali Pasha, amb la flota i l'autoritat per nomenar Islam, un nebot de Mehmed, pel tron; Mehmed va acabar fugint cap a territori nogai, però fou interceptat per Alp Giray que el va matar junt amb el seu fill Safa Giray (1584). Osman va arribar a Constantinoble l'estiu del 1584, sent rebut com un heroi. El dia 28 de juliol era nomenat gran visir.
Als quatre mesos de la pujada al tron de Crimea d'Islam II Giray, Saadet II Giray al front dels nogais, va marxar contra el nou kan i es va apoderar de Bagchi-Sarai. Islam II es va refugiar a Kaffa que era territori otomà i va enviar comunicació dels fets al sultà. Özdemiroğlu Osman Pasha rebé ordre d'anar a rescatar-lo amb deu mil geníssers i sis mil sipahis que foren enviats a Sinope i van passar l'hivern en aquesta localitat i a Kastamonu, per després anar a Crimea. Però mentre Islam, amb l'ajut dels begs de Kaffa i de gran part de les tribus de Crimea, va lluitar contra Saadet a les planes d'Andal. Esni Beg i alguns altres caps dels nogais van morir i Saadet Giray va fugir. Poc després Osman va succeir a Ferhad Pasha com a sardar del front oriental i va marxar d'Erzurum cap a Tabriz amb un exèrcit. Malalt de manera que no podia ni puntar a cavall, encara va supervisar l'ocupació de Tabriz el 23 de setembre de 1585 i a la tornada va morir (29 d'octubre de 1585) i va ser sebollit a Diyarbekir.